# Áreas protegidas de Hungría

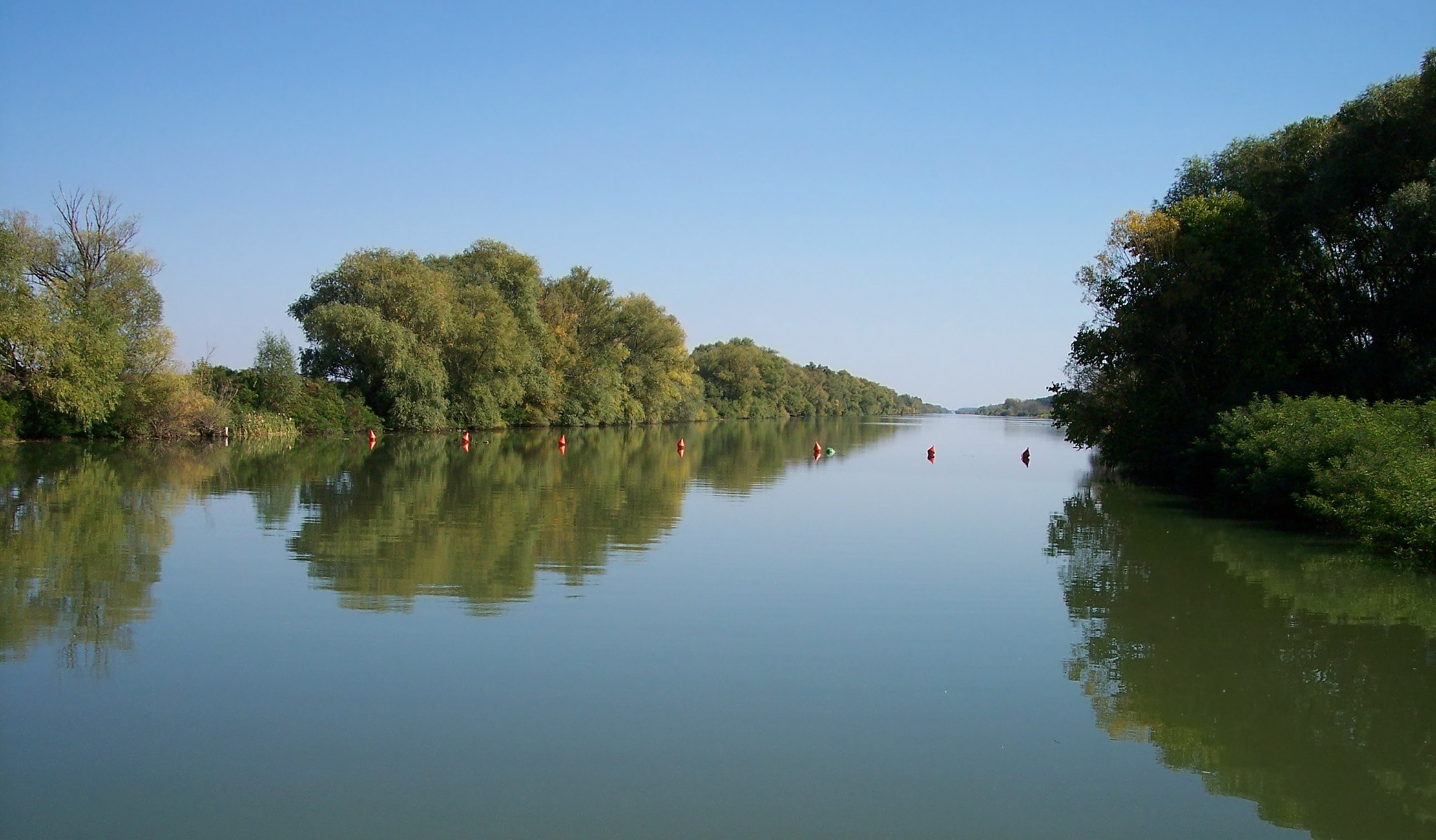
Parque nacional Körös-Maros

Las áreas protegidas de Hungría, según la IUCN, son 896 que ocupan 21 051 km2, el 22,6 % del territorio (93 142  km2). De las 326 designaciones nacionales, 10 son parques nacionales, 39 son áreas paisajísticas protegidas, 103 son monumentos naturales y 174 son áreas de conservación de la naturaleza. De las 535 designaciones regionales, 479 son Áreas especiales de conservación y 56 son áreas de protección especial. De las designaciones internacionales, 29 son sitios Ramsar, 5 son Reservas de la biosfera de la Unesco y 1 es patrimonio de la humanidad.

## Parques nacionales
- Parque nacional Hortobágy
- Parque nacional de Kiskunság
- Parque nacional Bükk
- Parque nacional Aggtelek
- Parque nacional Fertő-Hanság
- Parque nacional Danubio-Drava
- Parque nacional Körös-Maros
- Parque nacional Tierras Altas de Balaton
- Parque nacional de Őrség
- Parque nacional del Danubio-Ipoly

## Sitios Ramsar de Hungría

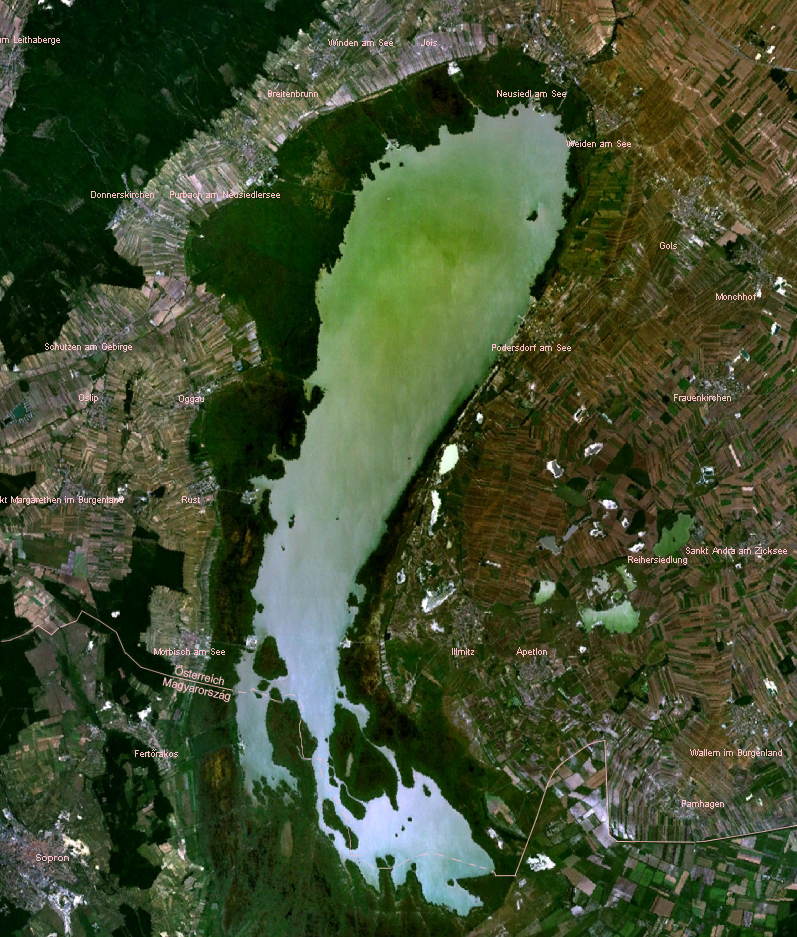
Lago Neusiedl, sitio Ramsar dividido entre Austria, al norte, con 442 km^{2}, y Hungría, al sur, con 84 km^{2}, aunque el área ocupada por el lago es más pequeña, de 315 km^{2}.

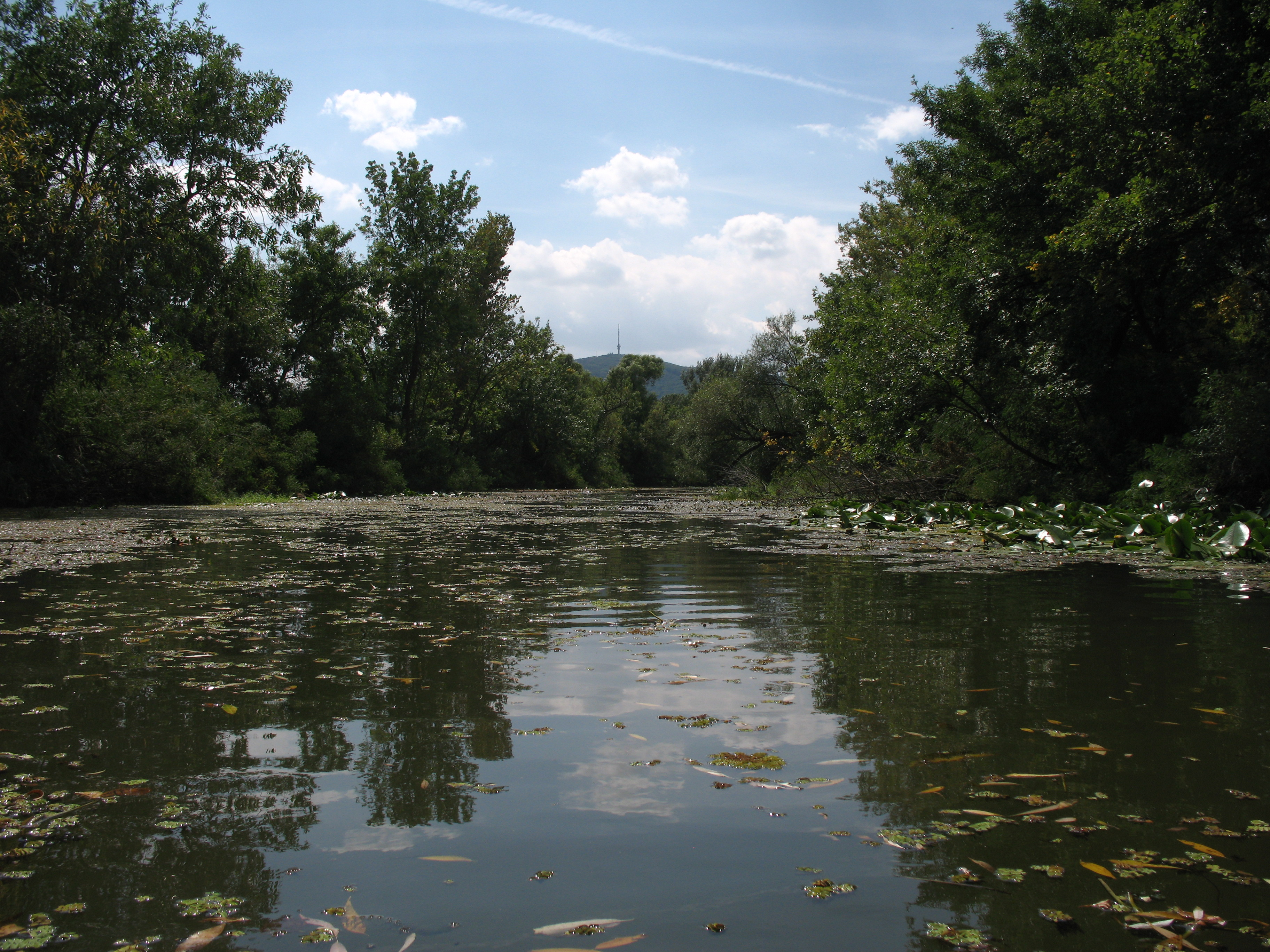
Bodrogzug

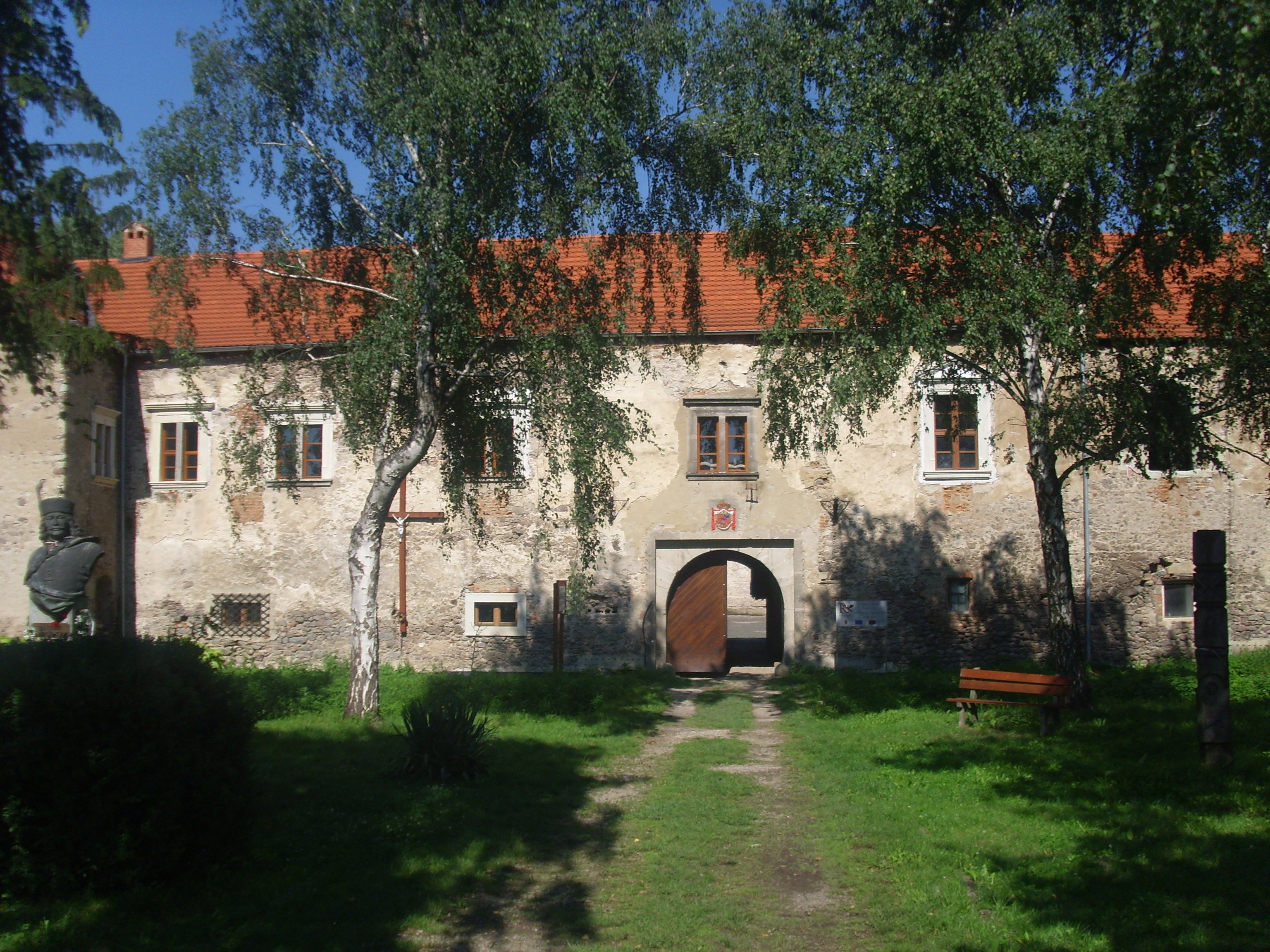
Castillo de Rakoczi en Bodrogzug.

- Sistema de cuevas de Baradla, 20,56 km2, en 48°28′4″ N 20°30′47″ E, n.º 1092. En el Parque nacional Aggtelek, es la parte húngara del sistema de 25 km de longitud del sistema de cuevas Baradla-Domica, el mayor sistema de cuevas en la meseta kárstica de Hungría y Eslovaquia, con corrientes de agua permanentes, pozas, formaciones geológicas y diversas especies representativas de la fauna subterránea, así como restos arqueológicos. El karst de Baradla en Aggtelek y el de Domica, en Eslovaquia poseen más de 500 especies de troglobios, incluyendo especies endémicas como el escarabajo Duvalius hungaricus y la lombriz Allolobophora mozsaryorum. En la superficie hay pastizales húmedos de interés para la flora y la fauna, y en la entrada hay dibujos al carbón únicos en Europa.[3]

- Béda-Karapancsa, 86,69 km2, en 45°56′43″ N 18°46′15″ E, n.º 901, desde 1997. Está formado por tres humedales de agua dulce, lagos de meandro, prados y juncales, en la parte inundable más meridional del río Danubio, adyacente a los sitios Ramsar de Serbia y Croacia, en el Parque nacional Danubio-Drava. Se encuentran especies amenazadas como el avetoro común, la cigüeña negra y el guion de codornices. El nivel del agua es controlado por un sistema de esclusas que facilita la pesca.[4]

- Estanques de Biharugra, 27,91 km2, en 46°56′18″ N 21°35′21″ E, n.º 903, desde 1997. En el Parque nacional Körös-Maros y área de protección paisajística de Biharugra. El nombre significa "búfalo húngaro", por la existencia de estos animales en otro tiempo. La llanura de Bihar se encuentra al este de la gran llanura húngara, y la zona protegida cerca de la localidad de Biharugra, con el segundo sistema más grande del país de estanques artificiales creados para peces, rodeados de praderas, herbazales halófitos, bosques fragmentados y tierras cultivadas. Entre los estanques hay zonas pantanosas, como Ugrai-rét y el Sző-rét, los más grandes. Los humedales conectan con los estanques de Cefa y el bosque de Radvani en la vecina Rumanía.[5]

- Bodrogzug, 42,20 km2, en 48°10′52″ N 21°24′53″ E, n.º 422, desde 1989. Forma parte del sitio Ramsar transfronterizo del Alto valle del Tisza, que agrupa el sitio Ramsar del Alto Tisza y el del río Tisza en Eslovaquia. Está formado por herbazales, marismas, carrizales y áreas boscosas. Posee comunidades hidrófilas importantes para la diversidad ecológica dentro de la región biogeográfica panónica. Hay varios lagos en la confluencia de los ríos Tisza y Bodrog. La zona forma parte del Paisaje cultural histórico de la región vitícola de Tokaj. Posee más de 250 especies de aves, como el amenazado ánsar careto, y la nutria europea. se practica la ganadería. En la boca del río Bodrog se encuentra el castillo de Rákóczi.[6]

- Borsodi-Mezöség, 184,71 km2, en  47°46′1″ N 20°49′8″ E, n.º 1745, desde 2008, el mayor complejo de humedales alcalinos en la orilla derecha del río Tisza.

- Humedales sódico-alcalinos de Csongrád-Bokros, 865 ha, en 46°44′28″ N 19°58′2″ E, n.º 1409, desde 2004, dos lagos salinos estacionales, Nagy-Sóstó de 100 ha y Kis-Sóstó de 10 ha. (sóstó en húngaro quiere decir lago salado). El nombre viene de las dos ciudades húngaras, Csongrád y Bokrosi que forman el distrito del mismo nombre donde se hallan los lagos.

- Estanques y humedales al sur del lago Balatón, 94,83 km2, en  46°42′35″ N 17°36′49″ E, n.º 1963, desde 2011. Varios lugares al sur del lago Balatón, que es también sitio Ramsar.
- Gemenc, 197,7 km2, en 46°13′16″ N 18°51′18″ E, n.º 900, desde 1997. Varios hábitats inundables en la llanura del río Danubio, con bosques casi vírgenes en las riberas, afluentes y brazos muertos.
- Hortobágy, 320 km2, parte del Parque nacional del Hortobágy, de 748 km2, en  47°32′33″ N 20°57′30″ E, n.º 189, desde 1979, cuatro sectores separados en la extensa estepa de Hortobágy.

- Valle de Ipoly, 23,04 km2, en 48°3′37″ N 19°6′50″ E, n.º 1093, desde 2001. Es un largo, llano y estrecho valle que se caracteriza por los brazos muertos con carrizales, pantanos y bosques de ribera de sauces. Suelen verse hasta 20.000 aves acuáticas, entre ellas el ánsar chico y la barnacla cuellirroja. En la zona hay viñedos, se practica la pesca, la explotación forestal, la ganadería y la caza. El largo trecho de río incluye el sitio Ramsar de Poiplie, al oeste, en Eslovaquia, con 411 ha, con quien forma el Sitio Ramsar transfronterizo de Hungría y Eslovaquia. Forma parte del Parque nacional del Danubio-Ipoly, de 603 km2.[7]

- Kis-Balatón, 146,6 km2, en  46°38′20″ N 17°11′55″ E, n.º 185, desde 1979, en el delta del río Zala, en una bahía al oeste del lago Balatón.

- Lago Balatón, 598 km2, en  46°51′34″ N 17°45′10″ E, n.º 421, desde 1989, con humedales y extensos carrizales en sus orillas.

- Lago Fehér en Kardoskút, 492 ha, en 46°28′22″ N 20°37′29″ E, n.º 184, desde 1979, estepa alcalina al sudeste de Hungría, en un brazo del río Maros. Fehér significa blanco en húngaro, ya que adquiere este color cuando el lago salino desciende en verano y afloran las formaciones salinas. Es parte del Parque nacional de Kiskunság. Cerca de Kardoskút.[8]

- Lago Fertö, 84 km2 n.º 420, desde 1989. La parte húngara del lago Neusiedl, que se extiende por Austria con el sitio Ramsar de Neusiedlersee, Seewinkel & Hanság (442 km2, n.º 271, desde 1982), formando el sitio Ramsar transfronterizo de Neusiedler See-Seewinkel-Fertö-Hanság, desde 2009, que también incluye el sitio de Nyirkai-Hany (419 ha, n.º 1644, desde 2006), en Hungría, algo más al este. El sitio del lago Fertö comprende una porción de la estepa alcalina y las áreas de Herlakni y el lago Oberlakni (1,5 km2). Ambos sectores con extensos juncales, praderas salinas, pantanos y aguas abiertas. Anidan aves como la barnacla cuellirroja y el ánsar chico. El lago está en avanzado estado de eutrofización. Se pesca, se recolectan los cañaverales y se practican actividades recreativas. Hay dos centros de visitantes, senderos y torres de observación de aves. En los alrededores hay castillos y un templo a Mitra.[9]

- Lago Kolon en Izsák, 30,6 km2, en 46°45′26″ N 19°20′55″ E, n.º 902, desde 1997. Lago artificialmente regulado en una rama del río Danubio.

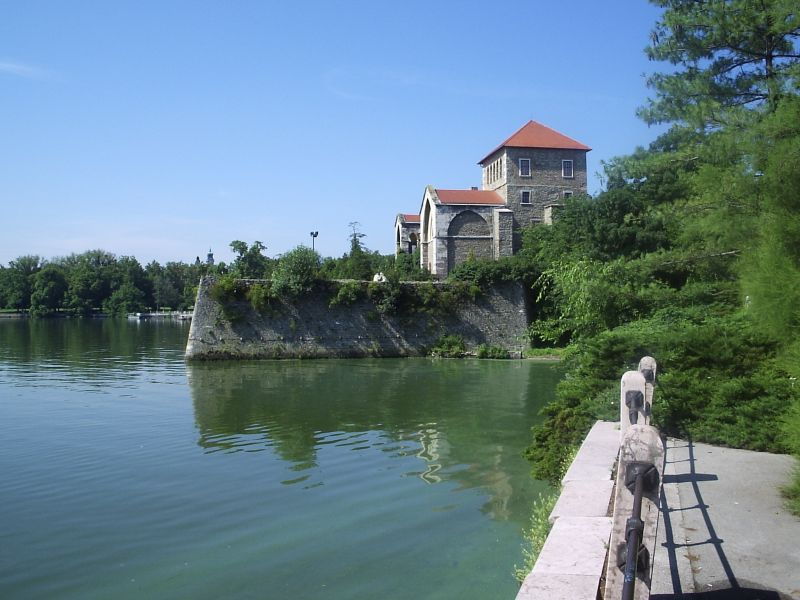
Lago Öreg en la ciudad de Tata, en el sitio Ramsar de los Lagos de Tata

- Lagos de Tata, distrito de Tata, 19 km2, en 47°40′55″ N 18°17′36″ E, n.º 410, desde 1989. Cerca del Danubio en la frontera con Eslovaquia, junto a la localidad de Tata. Es un mosaico de hábitats que incluye prados, pastos, pozas de manantiales, restos de ciénagas y pantanos, carrizales, campos cultivados, estanques, arroyos y el lago Öreg-to, el "viejo lago", un lago artificial en el centro del pueblo de Tata en la Edad Media. Recoge agua del arroyo Által-ér y es importante para la biodiversidad de la región, ya que alberga hasta 80.000 aves acuáticas, especialmente gansos, además de, entre otros, el ánsar chico y la barnacla cuellirroja, entre zonas urbanas e industriales. Tata tiene unos 24.000 habitantes y es centro ferroviario y de carreteras. En 2006 se cambió el nombre de Tata, Öreg-tó (Viejo Lago de Tata) por el de Lagos de Tata (Lakes by Tata).[10]

- Mártély (sitio Ramsar), 22,47 km2, en  46°26′15″ N 20°12′43″ E, n.º 186, desde 1979. Una sección del río Tisza cerca de Mártély

- Montág-puszta, 22 km2, en 46°20′57″ N 20°39′29″ E, n.º 1746, desde 2008. Puszta es un tipo de pradera con espacios abiertos en Hungría. El sitio es parte de la gran llanura húngara, con estepas y marismas salinas, con un microrelieve consistente en montículos alargados hechos de sal, antiguos lechos de ríos y pozas. El medio es ideal para animales como el armiño y la barnacla cuelliroja, especies de anfibios como el sapo de vientre de fuego europeo y el tritón Triturus dobrogicus. Amenazado por especies invasoras como el thlalayotl de México. En restauración desde 1997.[11]

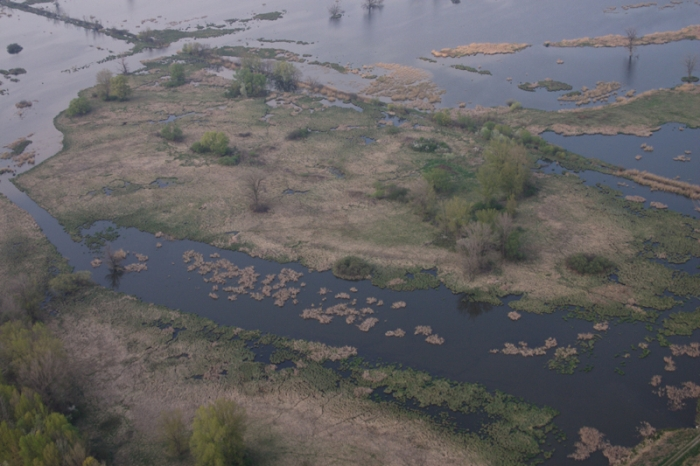
Marismas de Nyirkai-Hany

- Nyirkai-Hany, 419 ha, en 47°42′6″ N 17°10′58″ E, n.º 1644, desde 2006. Forma parte del Parque nacional Fertő-Hanság. El sitio Ramsar es una zona de turberas en Hanság, una región en el noroeste de Hungría, en la frontera con Austria y Eslovaquia. Era una vasta red de humedales formados por los afluentes del Danubio y el río Raba, hasta que fue desecada para la agricultura en el siglo XIX. En 2001, se inició un proceso de restauración con apoyo alemán para crear área de aguas abiertas, carrizales y praderas, lo que atrajo a rapaces como el águila moteada y el halcón sacre, y aves acuáticas como la focha común y el porrón pardo. En época de migración alberga hasta 20.000 aves acuáticas, entre las que destacan el ánsar careto y el ánsar común. Hay nutrias y se está reintroduciendo el castor europeo. Forma parte asimismo del Sitio Ramsar transfronterizo de Neusiedler See-Seewinkel-Fertö-Hanság.[12]

- Ócsai Turjános, 11,46 km2, en 47°15′45″ N 19°14′4″ E, n.º 418, desde 1989. En el área de protección paisajística de Ócsa, en la gran llanura húngara, al sudeste de Budapest. Posee carrizales y lechos de Scirpus, pantanos, balsas, herbazales, tierras cultivadas y bosques. Se encuentran aves protegidas como la avutarda común, especies endémicas de mariposas, el galápago europeo, nutrias y otras especies singulares.¡, como el pez-del-fango europeo. [13]

- Área de conservación de la naturaleza de los estanques de Pacsmag, 439,4 ha, en 46°37′3″ N 18°21′58″ E, n.º 904, desde 1997. En el valle del río Koppány, afluente del Danubio de 114 km que forma frontera natural con Eslovaquia.
- Pusztaszer, 50,86 km2, en 46°27′15″ N 20°5′ E, n.º 188, desde 1979, cuatro áreas separadas, tres de ellas en el lecho de inundación del río Tisza.

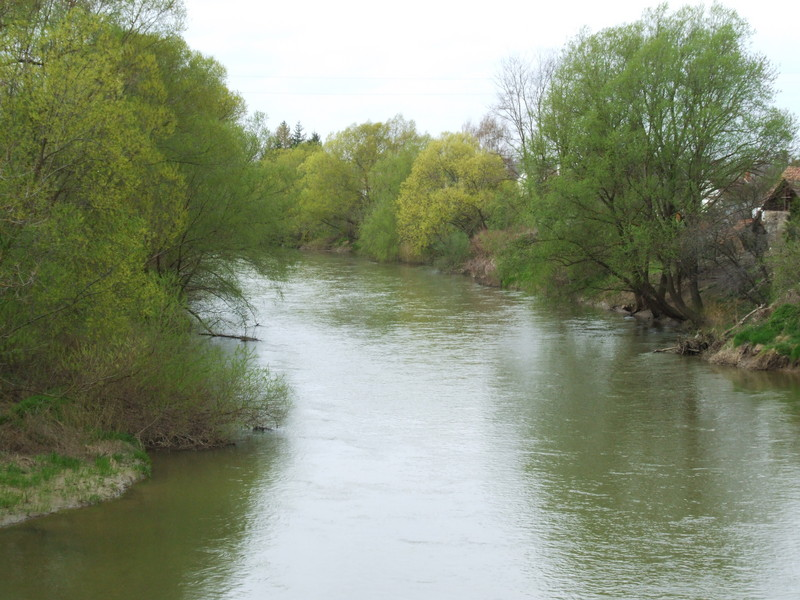
Río Raba

- Valle de Rába, 95,52 km2, en : 47°5′26″ N 16°45′27″ E, n.º 1645, desde 2006, en el río Raba. Una sección del río Raba desde Austria hasta el condado de Győr-Moson-Sopron. En esta sección, los meandros se forman con libertad y las inundaciones anuales mantienen la vitalidad de las riberas, rodeadas de bosquetes, matorrales de sauces y algunos árboles de maderas duras. En las orillas viven especies como el abejaruco europeo, el martín pescador común y el avión zapador. En los meandros y pozas aisladas viven especies como la lamprea Eudontomyzon mariae y el pércido Zingel zingel. En el Parque nacional de Őrség.[14]

- Área de conservación de la naturaleza de los estanques de Rétszilas, 15 km², en 46°50′18″ N 18°34′37″ E, n.º 899, desde 1997.

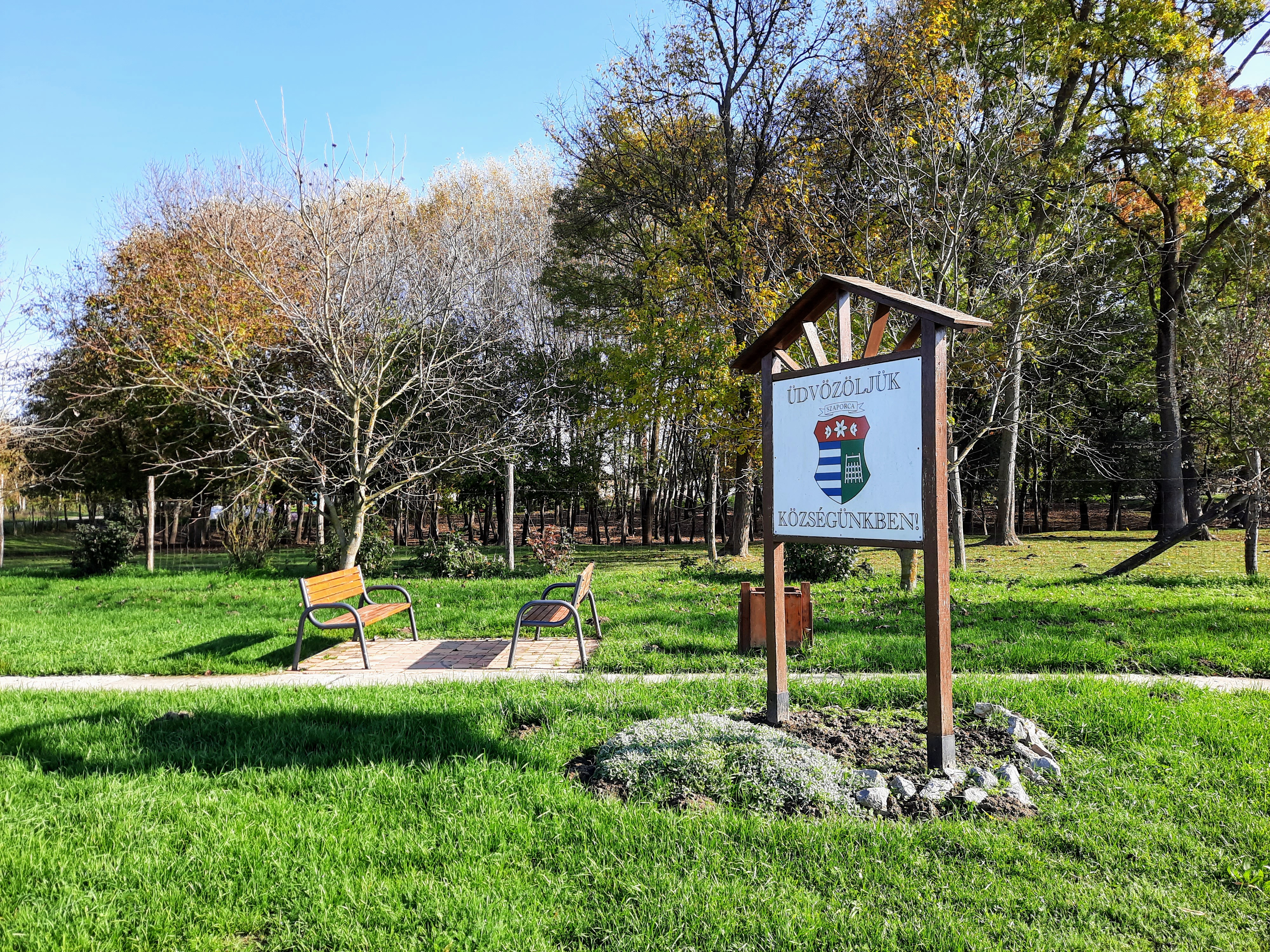
Szaporca

- Szaporca, 289,5 ha, un brazo muerto del río Drava cerca de Szaporca, con bosques de galería, humedales, carrizales, tierras cultivadas y marismas. Anidan especies como el porrón pardo y el avetoro común. Entre las comunidades vegetales flotantes, Lemno-Utricularietum (lentejas de agua y utricularias) y Nuphareto-Castalietum (nenúfares). En la década de 1980 se separó del río Drava, desde entonces se añade el agua para mantener el meandro. Amenazado por especies invasoras como Solidago canadensis (plumero amarillo) y el árbol del amor. En el Parque nacional Danubio-Drava.[15]

- Lagos alcalinos del alto Kiskunság, 74 km2, en : 46°48′36″ N 19°10′18″ E, n.º 187, desde 1979. Kiskunság se refiere a la gran llanura húngara.
- Estepas alcalinas del alto Kiskunság, 131,8 km2, en 47°4′15″ N 19°9′ E, n.º 1646, desde 2006. Kiskunság es un área de 2324 km2 en el condado de Bács-Kiskun, entre Kalocsa y Szeged. Su principal característica son las dunas menos altas creadas por el viento y otras más grandes creadas por el paso de los ríos Danubio y Tisza.

- Alto Tisza (Felsö-Tisza), 268,7 km2, en  48°10′42″ N 21°56′14″ E, n.º 1410, desde 2004. El sitio cubre una sección de 215 km de longitud del río Tisza, en el nordeste de Hungría, adyacente al sitio Ramsar de Bodrogzug (n.º 422), al oeste. Bordea las fronteras de Ucrania al norte y Eslovaquia al este, donde forma un sistema transfronterizo, el Alto valle del Tisza, con el sitio Ramsar del río Tisza eslovaco (n.º 1411). El conjunto es una típica llanura en el lecho del río con diques construidos a finales del siglo XIX y principios del XX. Posee bosques de ribera, meandros abandonados y meandros vivos con una rica flora y fauna, entre ellos 57 orquídeas diferentes.[16]

- Área de conservación de la naturaleza de Velence y Dinnyés, 13,54 km2, en : 47°11′7″ N 18°33′13″ E, n.º 183, desde 1979. El sitio está formado por una parte del lago de Velence, el segundo más grande del país, y el lago Dinnyési (Dinnyési-fertő), una zona pantanosa alcalina rodeada de extensos carrizales y lechos de Scirpus. Las marismas poco profundas son el lugar ideal para el crecimiento de plantas como la orquídea Liparis loeselii y los musgos de Sphagnum, y peces como Misgurnus fossilis. Entre las aves, la barnacla cuellirroja, el aguilucho lagunero occidental y el avetorillo común. Cada año, alberga entre 25.000 y 30.000 avesa acuáticas, entre las que destacan el ánsar careto y el ánsar común. Hay una torre de observación de aves y forma parte de la Reserva de aves del lago Velence.[17] La pesca ilegal es una amenaza.[18]

### Sitios Ramsar transfronterizos
- Sitio Ramsar transfronterizo de Hungría y Eslovaquia entre el valle de Ipoly (23,4 km2), en la parte húngara (n.º 1093), y Poiplie (411 ha), la parte eslovaca (n.º 930), desde 2007.[19]
- Alto valle del Tisza, entre Hungría y Eslovaquia, desde 2003. Comprende dos sitios Ramsar de Hungría, el Alto Tisza (Felsö-Tisza), de 223 km2, adyacente al sitio Ramsar de Bodrogzug, de 43 km2, y el sitio Ramsar del río Tisza (735 ha), en Eslovaquia.[20]
- Sistema de cuevas Baradla-Domica, desde 2001. Comprende la cueva de Baradla y humedales adyacentes (20,56 km2), en Hungría, y su continuación en Eslovaquia, la cueva de Domica, de 622 ha.
- Sitio Ramsar transfronterizo de Neusiedler See-Seewinkel-Fertö-Hanság, entre Austria (Neusiedlersee, Seewinkel & Hanság, de 442 km2) y Hungría (Lago Fertö, 84,32 km2, y Nyirkai-Hany, de 410 ha, al este).

### Ver también
- Anexo:Sitios Ramsar en Hungría

## Áreas paisajísticas protegidas
En Hungría hay 39 áreas paisajísticas protegidas que se encuentran dentro de los parques nacionales.

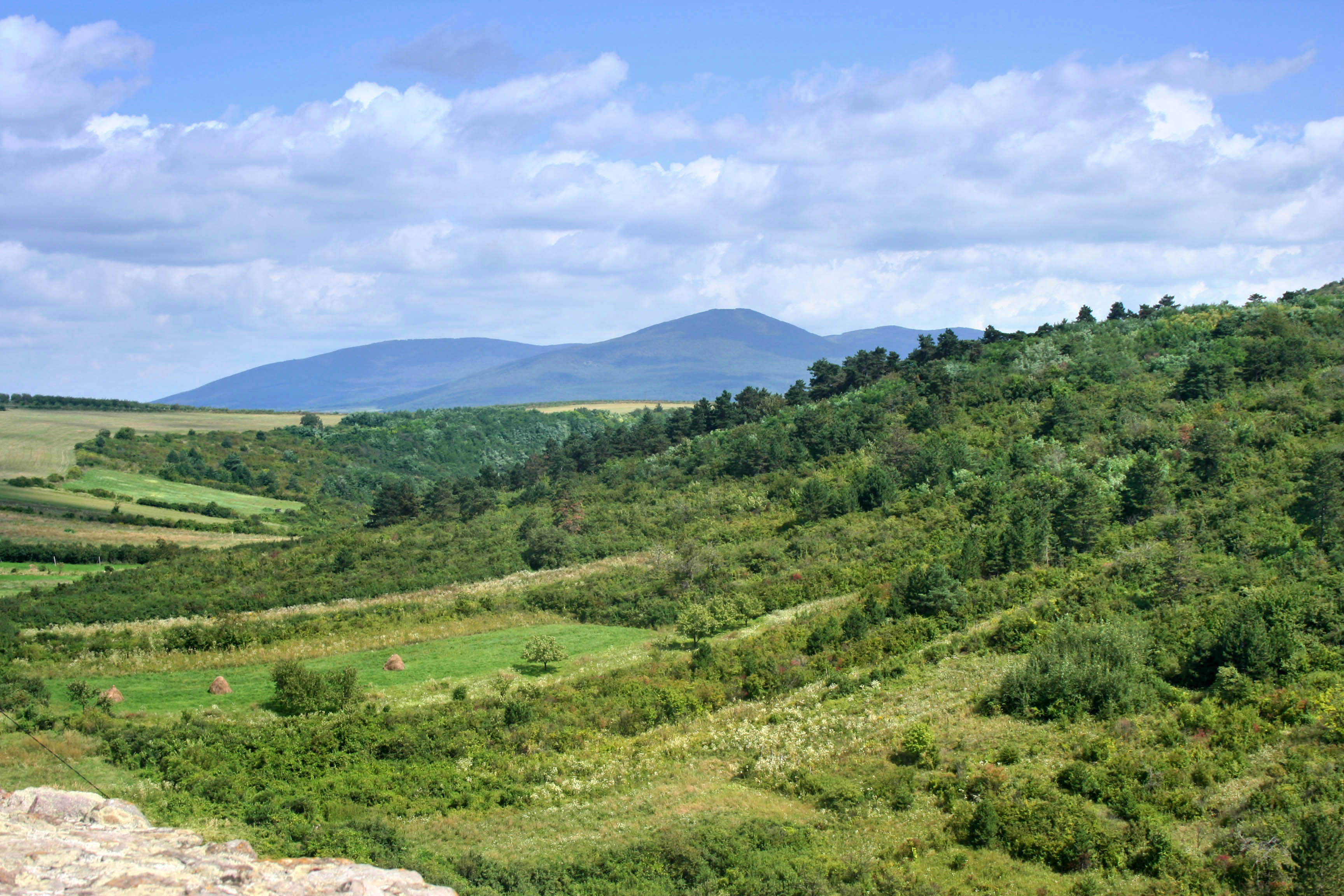
Zemplén

- Parque nacional de las Tierras Altas de Balaton
  - Zemplén, 265 km2, en Gönc y Hollóháza, en el condado de Borsod-Abaúj-Zemplén, en el nordeste de Hungría. Colinas volcánicas con bosques jóvenes de repoblación y praderas. Tiene una de las mayores poblaciones de cárabo uralense de Hungría, y es el único lugar del país donde se encuentra el águila real.[21]
  - Montes Bakony septentrionales, 87,5 km2, en Bakonybél y Zirc, en los montes Bakony. Destaca por sus aspectos geológicos, con unas 30 cuevas, entre las que destaca la de Odvaskő, en el valle de Gwrence, la de Ördöglik (el agujero del diablo), bajo la colina de Köris, y las Grande y Pequeña de Pénzlik bajo la montaña de Nagy Som. El paisaje kárstico está lleno de depresiones (más de cien), y manantiales como el de Judit en el valle de Szömörke. La mayor parte del bosque son carpes con fresnos, manzanos, tilos y cerezos.[22]
  - Área de Mura, 19 km2, en Letenye. La cuenca del río Mura está protegida por la Unesco. Tiene un área de 14.000 Km2 entre Austria (70 %), Eslovenia, Croacia y Hungría, donde se halla la parte más pequeña.[23]
  - Colina de Somló, 585 ha, en Somlószőlős. Colina volcánica que emerge en la llanura de la cuenca de Marcal, sembrada de viñedos que proceden de la Edad Media y con un castillo visible en la distancia.[24]

- Parque nacional Bükk
  - Borsodi Mezőség, 179 km2, en Mezőkövesd, desde 1989. Al sudeste de la llanura de Heves-Borsodi, incluye dos zonas diferenciadas: Borsodi-Mezoség y Borsodi-ártér, en una zona mesetaria y en el lecho de inundación del río Tisza. Hay pequeñas aldeas que crían ganado y mantienen los pastizales.[25]
  - Estepas de Heves, 158 km2, en Poroszló y Füzesabony, en el condado de Heves. Incluye la Reserva natural nacional del lago Héviz, de 60 ha, más la zona al este del lago formada por turberas en dirección al lago Balaton.
  - Hollókő, 150 ha, en torno a la localidad de Hollókő. Desde 1977 en el condado de Nógrád. La zona es patrimonio de la humanidad de la Unesco. Resalta por sus formaciones volcánicas del Mioceno, con andesitas que emergen formando alienaciones como la que lleva el mismo nombre y en la que se encuentra la colina de Var, con un manantial que abastecía de agua al castillo que había en su cima. Hay bosques de robles, pastos y cultivos.[26]
  - Karancs-Medves, 66,2 km2, en Salgótarján, al norte de Hungría.
  - Cserhát Oriental, 74,25 km2, en Pásztó
  - Kesznyéten, 60,84 km2, en Kesznyéten
  - Lázbérc, 40,54 km2, en Lázbérc
  - Mátra, 121,8 km2, en 	Parád y Gyöngyös
  - Área de Tarna, 95,7 km2, en Pétervására
- Parque nacional Danubio-Drava
  - Boronka, 82,3 km2, en Marcali
  - Mezőföld meridional, 75,47 km2, en Cece
  - Mecsek Oriental, 93,5 km2, en Bonyhád y Pécsvárad
  - Mecsek Occidental, 103,2 km2, en Abaliget y Pécs
  - Zselic, 83,4 km2, en Kaposvár
- Parque nacional del Danubio-Ipoly

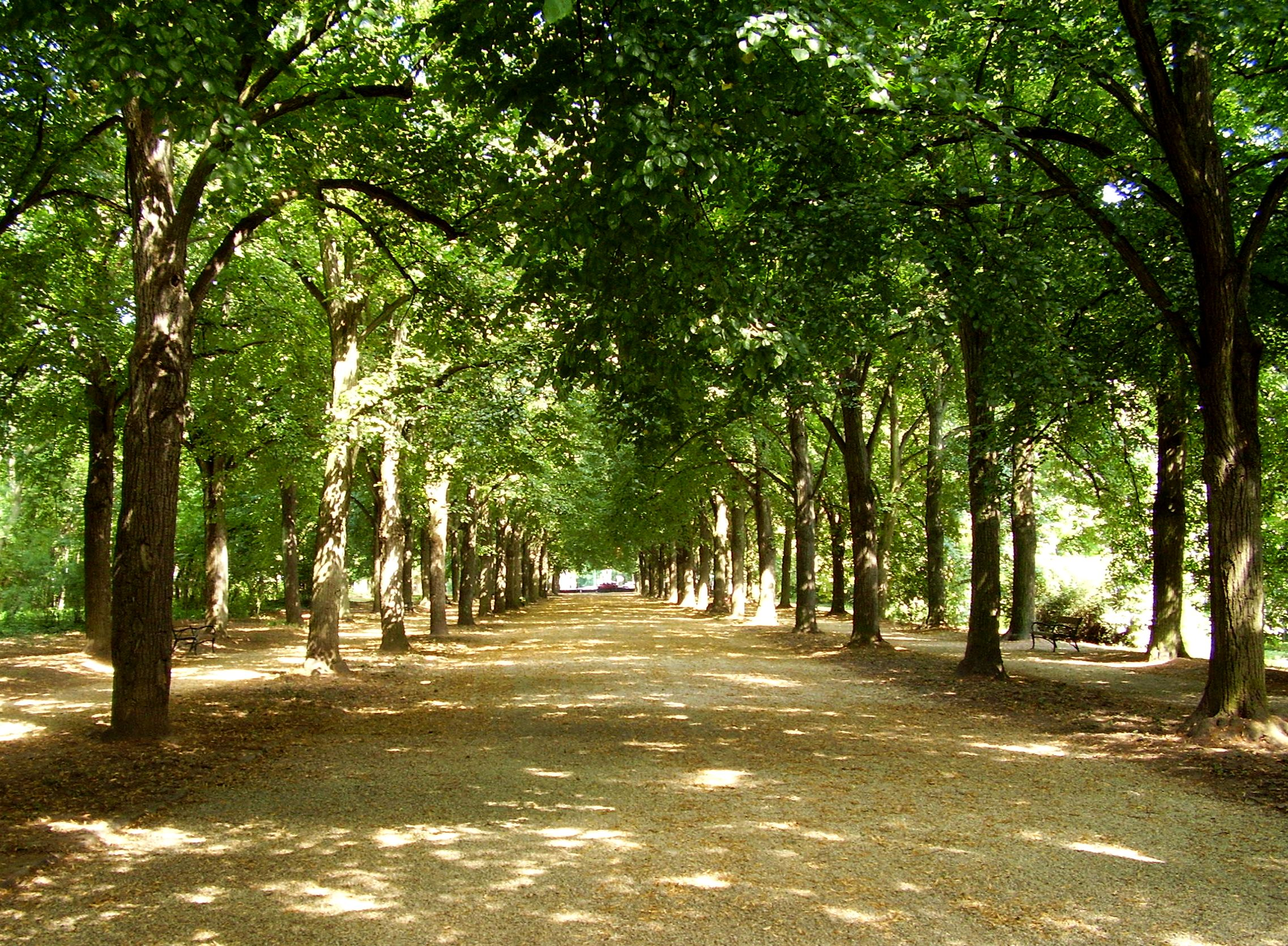
Parque de la princesa Isabel de Baviera en Gödöllő.

- - Buda, 105,2 km2, en Pilisszentiván
  - Gerecse, 87,4 km2, en Tata

- - Colinas de Gödöllő , 118 km2, al este de Budapest, en torno a Gödöllő, ciudad en el condado de Pest que forma parte del área metropolitana de Budapest. Posee un magnífico castillo, el Palacio de Gödöllő, rodeado de parques, entre ellos el Parque Erzsébet (por la princesa Isabel de Baviera), el parque del palacio o Kastély Park, el parque Alsó y el Parque Egyetemi o de la universidad, además del arboretum de Gödöllő, de 190 ha, establecido en 1902, expandido a 350 ha en 1960 con el 90 por ciento de bosques y un museo de apicultura (Méhészeti Múzeum).[27][28][29]

- - Ócsa, 35,75 km2, en Ócsa
  - Sárrét, 22,11 km2, en Csór y Székesfehérvár
  - Valle de Sárviz (Sió), 36,5 km2, en Soponya y Székesfehérvár
  - región de Tápió-Hajta, 45,15 km2, en Nagykáta y Farmos
  - Vértes, 150 km2, en Csákvár y Székesfehérvár
- Parque nacional Fertő-Hanság
  - Pannonhalma, 82,72 km2, en Pannonhalma
  - Sopron, 48,91 km2, en Sopron, Ágfalva y Harka
  - Szigetköz, 91,57 km2, en Lipót y Mosonmagyaróvár
- Parque nacional Hortobágy
  - Llanura de Bihar, 171 km2, en Berettyóújfalu y Komádi
  - Hajdúság, 70 km2, en Vámospércs y Debrecen
  - Alto Tisza, 92,94 km2, en Nagykörű, Szolnok y Tiszaug
  - Llanura de Szatmár-Bereg, 229 km2, en Füzesgyarmat y Tarpa
- Parque nacional de Kiskunság
  - Mártély, 22,6 km2, en Mártély y Hódmezővásárhely, en la región de Tiszántúl, en la orilla izquierda de la llanura del río Tisza. La zona depende muchos del nivel del agua del río, con islas, humedales y pozos, con frecuentes inundaciones. Tras la regulación del río, la llanura fue reforestada y ya hay bosques de álamos y sauces de 80-100 años. Hay unas 245 especies de aves, de las que anidan unas 112. Es sitio Ramsar.[30]
  - Pusztaszer, 221 km2, en Ópusztaszer y Sándorfalva. Orilla derecha de la llanura de inundación del río Tisza. Posee lagos, estanques, bosques y estepa salina y arenosa.[31]
  - Körös-ér, 22 km2 en el borde meridional de la zona interfluvial Danubio-Tisza, es un mosaico de humedales, dunas y estepas arenosas, con bosques plantados y naturales. En la estepa crecen plantas como Colchicum arenarium, Crocus reticulatus, Stipa borysthenica, Dianthus diutinus y Dianthus serotinus. Merece especial atención el bosque memorial de Ásotthalom, dedicado a Ferenc Kiss, el padre del bosque de Szeged.[32]
- Parque nacional de Őrség
  - Kőszeg, 42 km2, en Kőszeg, una de las ciudades medievales más bellas de Hungría, en la frontera con Austria, a los pies de los Alpes. Está articulada en torno a un castillo y rodeada de colinas y bosques de robles, pinos y píceas, así como de viñedos que existen desde 1200.[33]
  - Colina de Ság, 235 ha, en Celldömölk. Monte volcánico en el oeste de Hungría, al oeste de lago Balaton, de cinco millones de años. Por su situación aislada se rodó en ella la película Eragon.[34]
- Parque nacional Aggtelek
  - Área paisajística protegida de Tosaj-Bodrogzug. Coincide con el sitio Ramsar de Bodrogzug, de 42,2 km2, en el condado de Borsod-Abaúj-Zemplén, en el nordeste del país.[35]

## Patrimonio de la humanidad de la Unesco
En Hungría hay ocho lugares que son patrimonio mundial de la humanidad de la Unesco. Uno es patrimonio natural y siete son patrimonio cultural.

### Patrimonio natural
- Grutas kársticas de Aggtelek y del karst eslovaco. Patrimonio natural formado por 712 cuevas en un sistema kárstico dentro de un área protegida que abarca 566,51 km2 y una amplia zona colchón.[37]

### Patrimonio cultural

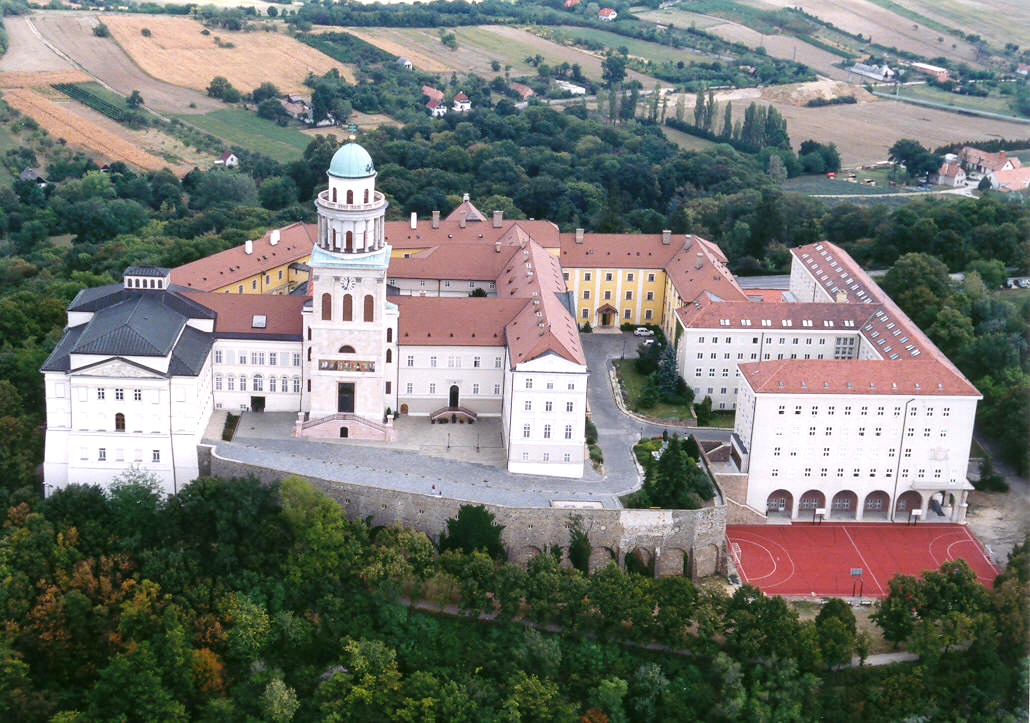
Abadía de Pannonhalma

- Budapest, incluidas las orillas del Danubio, el barrio del castillo de Buda y la avenida Andrássy.[38]
- La ciudad vieja de Hollókő y sus alrededores.[39]
- Necrópolis paleocristiana de Pécs (Sopianae).[40]
- Fertö / Paisaje cultural de Neusiedlersee.[41]
- Parque nacional de Hortobágy - el Puszta.[42]
- Abadía benedictina milenaria de Pannonhalma y su medio ambiente natural. Los primeros monjes se asentaron aquí en 996, con el fin de convertir a los húngaros, fundaron la primera escuela del país y, en 1955, escribieron el primer documento en húngaro. Los mil años de historia del monasterio son una sucesión de estilos arquitectónicos. Los más antiguos, en la iglesia, datan de 1224. Hoy es escuela y comunidad monástica. Está formada por el complejo monástico, la basílica, los edificios de la escuela, la capilla de Nuestra Señora y los jardines botánico y herbáceo.[43]
- Paisaje cultural histórico de la región vitícola de Tokaj. Un intrincado patrón de viñedos, granjas, pueblos y aldeas, con una red histórica de bodegas que dan lugar a los vinos Tokaji, a los pies de las montañas Zemplén, al nordeste de Hungría, a lo largo del río Bodrog y en su confluencia con el río Tisza. La zona patrimonio (132,45 km2) y su zona colchón (881,24 km2) cubren el área administrativa de 27 asentamientos. Hay documentos que demuestran que el vino se cultivaba aquí en 1561 y fue una de las primeras zonas con denominación de origen en 1737 con el emperador Carlos VI.[44]

## Reservas naturales nacionales

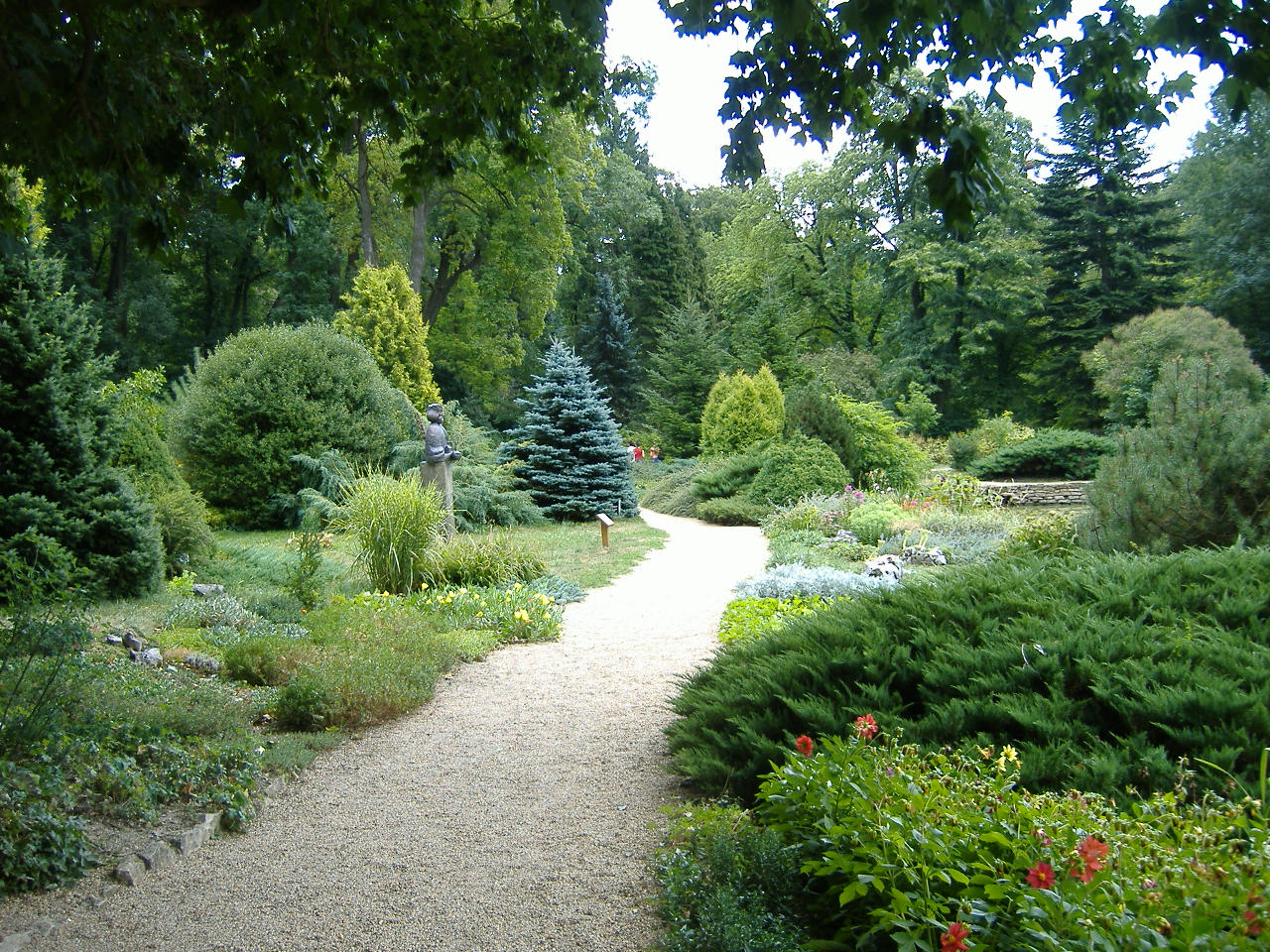
Arboreto de Zirc

### Parque nacional Aggtelek
Posee cinco reservas naturales:
- Abaújkéri Sóstói-legelő TT. La reserva abarca 70 ha de prados y pastos húmedos situados a lo largo del arroyo Szerencs, cerca del pueblo de Abaújkér. En las charcas que se crean en primavera se encuentran garzas reales, cigüeñas negras, agachadizas, etc. Numerosas aves migratorias se detienen aquí en otoño cuando siguen el valle del río Hernád.[45] Sóstói significa salino y legelő significa prado o pradera. TT se refiere principalmente a Törzskönyvi száma, que quiere decir número de registro, en este caso 267/TT/94, pero también significa Turista Túra (Sendero Turístico) o Terület Turizmus (Área turística) y, en cualquier caso, se añade a zonas de interés turístico.
- Edelény Nőszirmos TT. Área de 3,1 ha creada en 2005 con el propósito principal de proteger el iris Iris aphylla subsp. hungarica, cerca de la localidad de Edelényi.[46]
- Kelemér Mohos-tavak TT, 56,9 ha, en los montes Putnoky, al noroeste de la localidad de Kelemér en el condado de Borsod-Abaúj-Zemplén. El área se formó en la última era glaciar, con depresiones que han dado lugar a dos lagos: Kis-Mohos (Pequeño Mohos) y Nagy-Mohos (Gran Mohos). Reserva natural desde 1951, está estrictamente protegida desde 1986. Posee zonas pantanosas y ciénagas, con vegetación e insectos adaptados, como sphagnum y libélulas.[47]
- Long-erdő TT, 11,23 km2, en el lecho del río Bodrog, cerca de los pueblos de Sátoraljaújhely y Sárospatak, en el condado de Borsod-Abaúj-Zemplén. Desde 1986, su objetivo es conservar el bosque remanente del lecho de inundación del río, formado por sauces y álamos adaptados a inundaciones periódicas. En las zonas menos inundables hay robles, fresnos y olmos, y en las zonas más secas, carpes y olmos.[48]
- Rudabánya Őshominoidea Lelőhely TT. Sitio de interés paleontológico de 2 ha cerca de la localidad de Felsőtelekes, en el condado de Borsod-Abaúj-Zemplén. Su interés radica en los fósiles del Mioceno temprano, entre 5 y 11 millones de antigüedad, entre ellos caballos, roedores, insectívoros y fósiles de primates, en los que destacan fragmentos de mandíbulas y dientes de Rudapithecus hungaricus, un lejano pariente de los humanos.[49]

### Parque nacional Tierras Altas de Balaton
Posee 27 reservas naturales:

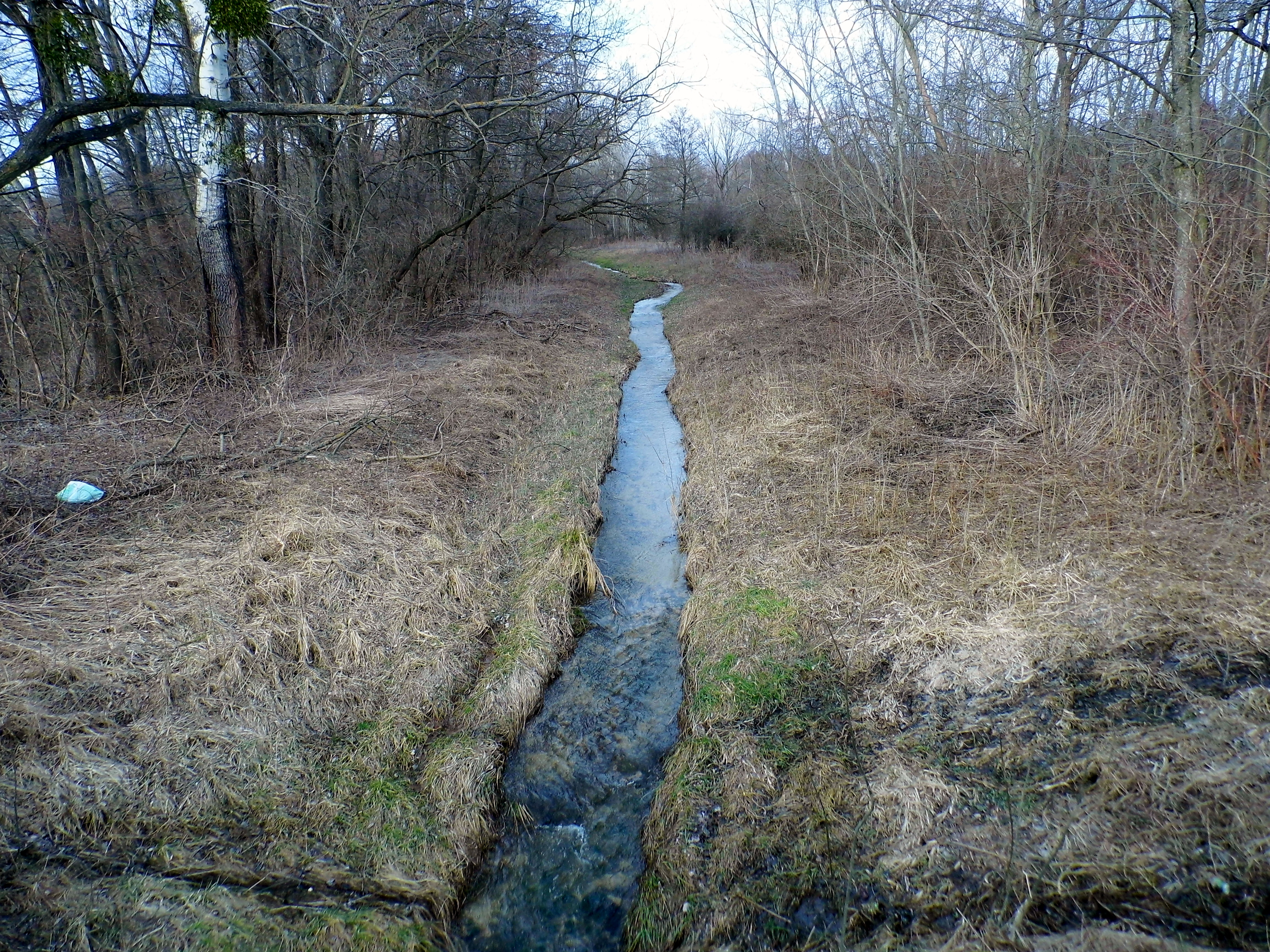
El arroyo de Csigere en la reserva natural de Bakonygyepesi Zergebogláros.

- Bakonygyepesi Zergebogláros TT, 24 ha, es una pequeña zona pantanosa atravesada de norte a sur por el arroyo Csigere. El nombre procede de la localidad de Bakonygyepesi. Zergebogláros, en húngaro, hace referencia a una planta del género Trollius, probablemente el calderón o flor de san Pallari (Trollius europaeus), una ranunculacea de flores amarillas que abunda en la zona.[50]
- Balatonfüredi-erdő. El bosque (erdő) de Balatonfüredi, cerca de la ciudad de Balatonfüred, tiene una extensión de 34,9 km2. Sobre un sustrato calizo y de dolomía posee nueve tipos de hábitats y 17 especies protegidas.[51][52]
- Balatonkenesei Tátorjános TT. Cerca de la localidad de Balatonkenes, en el condado de Veszprém, 3 ha. Está formada por un bancal de 25 a 30 m de altura formado por diversos sedimentos lacustres arenosos y limosos sobre todo, cuya capa superior de 1 a 2 metros es de loess. Este se formó arrastrado por el viento durante la edad del hielo. Sobre él se desarrolló una vegetación específica. La pendiente la formaron las olas del lago Balatón, antes de que fuera regulado.[53]
- Darvas-tói Lefejtett Bauxitlencse. Literalmente, lentejón de bauxita excavada de Darvas-tó, en los montes Bakony. Un lentejón o lenteja geológica es una masa mineral con forma lenticular, en este caso de unos 20.000 m2 y de 5 a 30 m de grosor. La extracción de bauxita (mineral de aluminio), hizo que se secara el pequeño lago de Darvas que había encima. Hoy es un lugar turístico a 200-300 m de altitud con cárcavas de bauxita roja y blanca, dolinas y cuevas, en medio de un bosque abierto.[54]

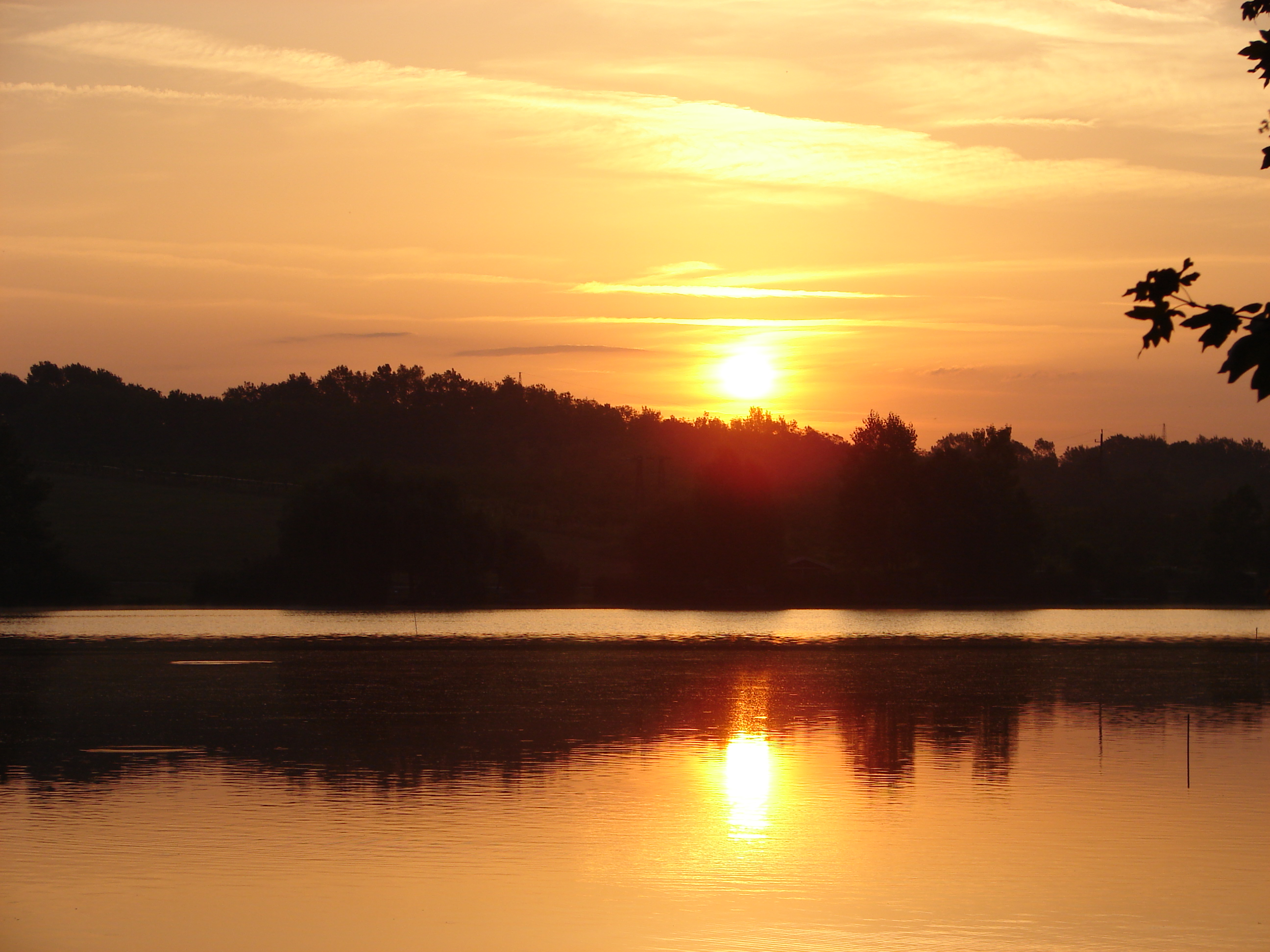
Lago Széki

- Devecseri Széki-erdő. Área de protección especial de la red Natura 2000. Bosque de Devecseri y lago de Széki, cerca de Devecser, en los montes Bakony. Tiene unas 1200 ha, de las que están protegidas 297,3 ha, entre 200 y 400 m de altitud, con bosque de robles y carpes, por un lado, y de hayas por el otro, con praderas, dolinas, cuevas y cárcavas, debido a que es un paisaje de caliza y dolomía cubierto de sedimentos que filtran el agua produciendo escasez en algunos lugares que determina el tipo de vegetación. El lago Széki tiene 68 ha y fue creado en 1978 con la represa del arroyo Csigere.[55]
- Farkasgyepűi kísérleti erdő TT
- Fenyőfői ősfenyves. (47°21′36.1″ N 17°46′2.7″ E) Extensa zona de dunas cerca de la localidad de Fenyőfő, de 150 hab. en el condado de Győr-Moson-Sopron. El suelo arenoso ha mantenido un magnífico pinar de unos 20 m de altura que procede de la edad del Hielo. La zona protegida abarca 449 ha, de las que 322 son estrictas.[56]

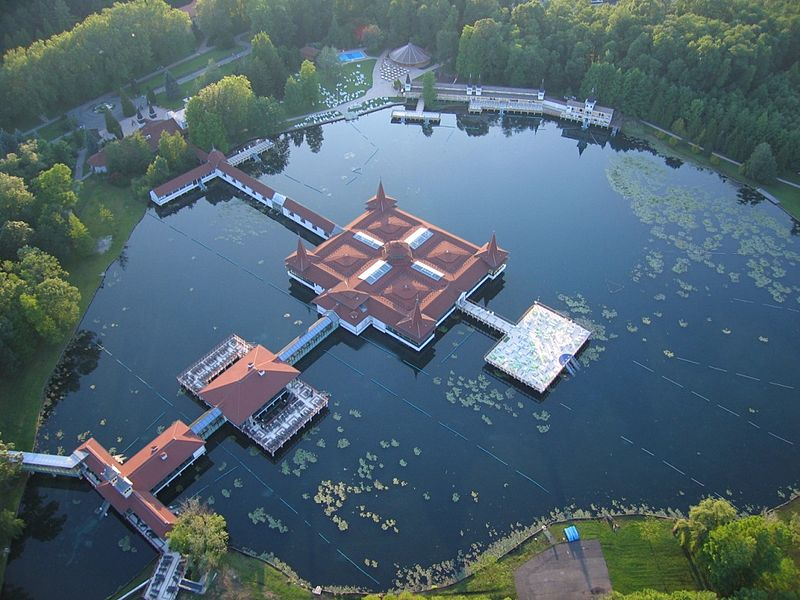
lago Héviz

- Lago Hévíz (Hévízi-tó). La reserva natural del lago Héviz es de 60 ha, de las cuales la superficie del lago es de 4,6 ha. Se trata del lago balneario de aguas cálidas y fondo de turba más grande del mundo. Se formó de un manantial que brotó hace poco más de 20.000 años, cuando se formó el propio lago Balatón, al este, donde desembocaban sus cálidas aguas. Sobre lago Hévis, un manantial kárstico de casi 250 m de diámetro y 38 m de profundidad que ya usaban los romanos, se ha construido un balneario.[57][58]
- Hódoséri ciklámenes TT. Solo son 24 hectáreas protegidas desde 1990 para proteger uno de los últimos lugares de los montes Bakony donde crece el Cyclamen purpurascens, en los bosques del valle de Hódosér.[59]
- Palacio de Festetics (Keszthelyi Kastélypark) TT
- Látrány-puszta TT. Al norte del condado de Somogy, abarca 223 ha protegidas desde 1977. Es una pradera caracterizada por suelos arenosos con loess, dunas bajas y valles anchos donde se perciben las hondonadas causadas por la extracción de arena. La presencia de agua según la profundidad determina la vegetación.[60]
- Nagybereki Fehérvíz TT. Área de conservación cerca de Nagyberki|, un humedal que en su día fue bahía al sur del lago Balatón. Sobrevive a la desecación el pantano de Fehérvíz, con juncos y pequeñas islas. Asimismo destacan las turberas cubiertas de sauces con el helecho Thelypteris palustris y la ortiga de pantano Urtica kioviensis. En el entorno hay nenúfares, praderas pantanosas, con buganvillas y la orquídea Ophrys sphegodes.[61]
- Nyirádi Sár-álló TT. 360 ha cerca del pueblo de Nyirád con una vegetación especial, en el que hay bosques de robles y fresnos que forman un arboretum con numerosas especies interesantes.[62]
- Sárosfői Halastavak TT. También conocidos como los estanques de Sárosfői, son un complejo de estanques al oeste de Hungría, cerca de Devecser, en un área boscosa, con prados y humedales que albergan un gran número de aves. Se crearon en el siglo XVIII, alimentados por manantiales y arroyos, con fines pesqueros.[63]
- Somlóvásárhelyi Holt-tó TT. 360 ha cerca del pueblo de Somlóvásárhely, en el distrito de Devecser, al norte del lago Balaton, en una región arenosa donde el agua se filtra y forma estanques y marismas con turberas. Holt-tó significa lago muerto. Se encuentran plantas como la milenrama, la orquídea Dactylorhiza incarnata, el iris siberiano y la genciana de turbera.[64]
- Somogyvári Kupavár-hegy TT. El monumento histórico de Somogysárd y Kupavár-hegy se encuentra a 26 kilómetros al sur del lago Balaton, en una colina de 170 m de altitud de caliza cubierta de árboles y arbustos. La reserva protege 117 ha que contienen las ruinas en rehabiltacion de la basílica y el monasterio construidos por Laszlo I, declarado tercer monumento histórico de Hungría, junto a Pusztaszer y Mohács.[65]
- Sümegi Fehér kövek TT és erdőrezervátum
- Sümegi Mogyorós-domb TT
- Szentgáli Tiszafás TT
- Tapolcafői Láprét TT
- Tapolcai-Tavasbarlang felszíne
- Úrkúti-Őskarszt TT
- Uzsai Csarabos TT
- Várpalotai Homokbánya TT
- Zalakomári Madárrezervátum TT
- Arboretum de Zirc. Construido en 1780 en el entorno histórico de la abadía cisterciense de Zirc, al estilo de un jardín inglés, en el pueblo de Zirc (6552 hab.), distrito de Zirc en el condado de Veszprém, a 400 m de altitud. Posee unas 60 especies de coníferas, entre ellas los pinos silvestres más antiguos de Hungría. La orden cisterciense se instaló en el lugar en 1182. El arboreto está atravesado por el arroyo Cuha, donde hay patos y otras aves.[66]

### Parque nacional de Kiskunság
Posee 20 reservas naturales:
- Hábitat de la digital vellosa cerca de Bácsalmás, 4 ha en el alto Bačka, región de la llanura Panónica situada entre los ríos Danubio y Tisza, en cuyos prados abunda la Digitalis lanata, digital velluda o digital lanosa.[68]
- Reserva del espálaco de Baja, 114 ha, situada entre los ríos Danubio y Tisza, donde abunda el espálaco topo, especie endémica de los Cárpatos.
- Kónya-szék de Csongrád, 485 ha
- Ciénaga Roja de Császártöltés, 930 ha
- Sitio geológico de Csólyospálos, 1 ha
- Siete valles de Érsekhalma, 26 ha
- Estepas arenosas de Hajós, 188 ha
- Praderas de heno y bancos de loess de Hajós, 121 ha
- Bosque de Kalmár, 9 ha
- Dunas de Kéleshalom, 168 ha
- Ciénaga de Kiskőrös, 550 ha
- Ciénaga Fejeték de Kiskunhalas, 25 ha
- Bosque de helecho serpiente de cascabel de Kunfehértó, 120 ha
- Bosque Szalag de Kunpeszér, 156 ha
- Madarasi Marhajárás, 44 ha, en el alto Bačka, región de la llanura Panónica situada entre los ríos Danubio y Tisza. Es una pradera esteparia muy antigua de la Gran llanura húngara.[69]
- Lago Péteri, 781 ha. Viejo lago alcalino rodeado por bosques sobre suelo arenoso y estepa salina reconvertido en tres estanques unidos.[70]
- Pusztaszeri Fülöp-szék, 41 ha
- Monumento a los Siete Caudillos en Pusztaszer, 4 ha
- Dunas de Pirtó
- Lago Szelidi, 360 ha

### Áreas protegidas en elParque nacional de Bükk

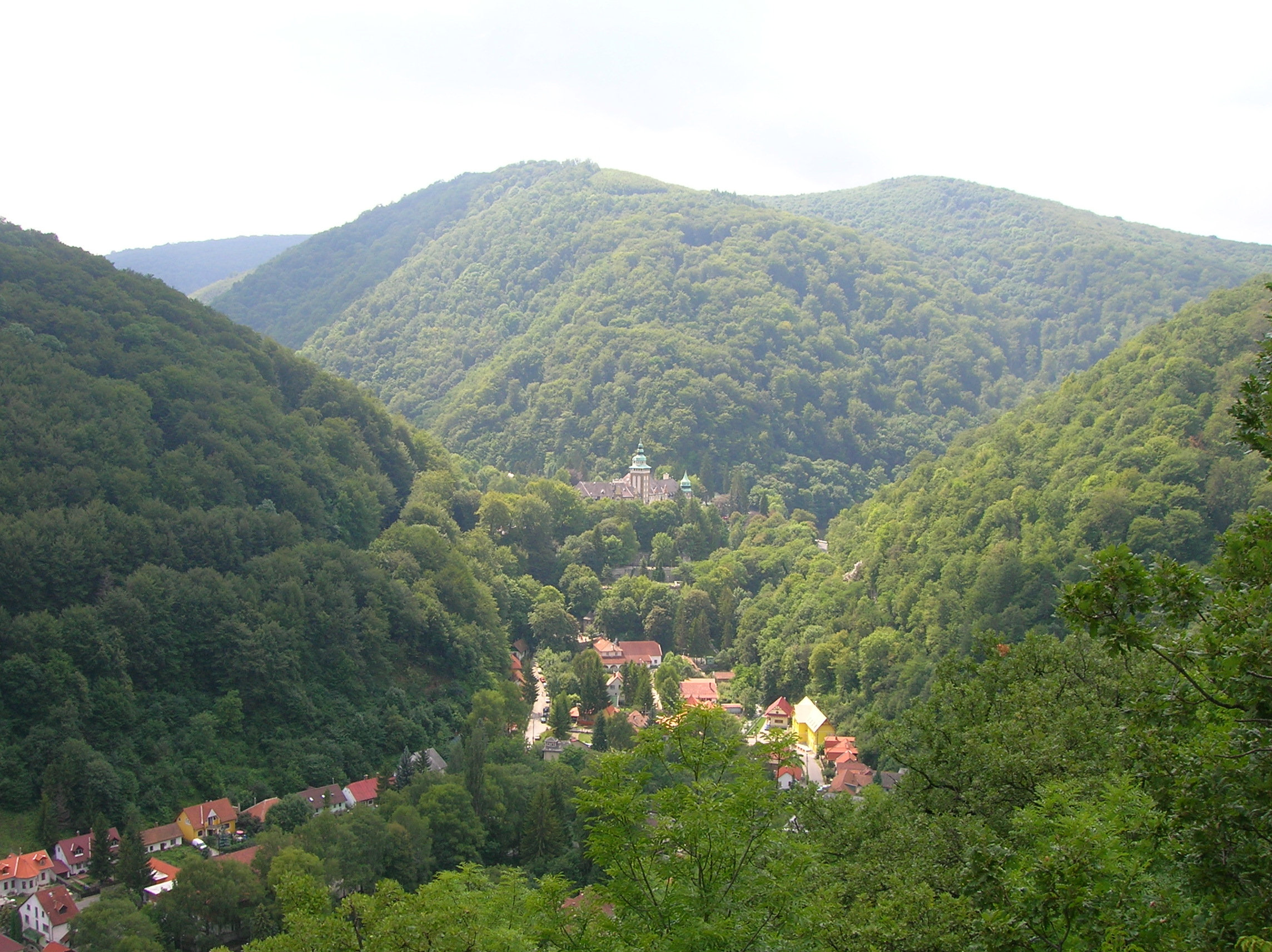
Valle de Lillafüred en los montes Bükk

- Bél-kő, 97,27 ha, monte de piedra caliza (815 m) prominente que sobresale unos 500 m desde la cuenca de Béli, es el centro geológico de los montes Bükk, con acantilados, cuevas y formaciones kársticas.
- Arboreto de Erdőtelki, 7,2 ha. Jardín botánico ubicado en la localidad de Erdőtelek, en la región de Heves, con una colección 1200 especies de árboles, arbustos y plantas herbáceas de todo el mundo. Entre los montes Bükk y la Gran llanura húngara.[71]
- Erdőtelki Égerláp, 22,4 ha. Pantano formado por una red de canales, estanques y praderas húmedas, donde predominan los alisos negros (Alnus glutinosa). Entre los montes Bükk y la Gran llanura húngara.[72]
- Gyöngyösi Sárhegy, 186 ha, al norte de la ciudad de Gyöngyös, en los montes Mátra. Es una colina volcánica, con los restos de una caldera en la cima, que forma una superficie llana, con una ligera hondonada que a veces se llena de agua, formando un pequeño lago llamado de Santa Ana (Szent Anna-tó).[73]
- Ipolytarnóci Ősmaradványok. Yacimiento arqueológico de 510 ha conocido como la Pompeya del mundo antiguo. Es un ecosistema sepultado por una erupción volcánica hace 20 millones de años.[74]
- Kerecsend-erdő o bosque de Kerecsend es un bosque de robles de 118 ha en el condado de Heves, con la categoría de Natura 2000.
- Kőlyuk-tető. Reserva natural de 117,5 ha protegida desde 1998 para preservar los viñedos de la zona.[75]
- Márkházapusztai Fás Legelő, o prado de Márkháza con bosque, 273 ha, terreno ondulado en el valle del Tisza con bosques de cerezos, carpes y robles.[76]
- Maconkai-rét, o pradera de Maconka, de 600 ha, en Bátonyterenye en el condado de Nógrád. Restos de zonas pantanosas y praderas en el valle de Zagyva, afluente del Tisza que ha sido en su mayor parte ocupado por cultivos, instalaciones industriales y embalses. Además del río hay un lago en el que abundan carpas, doradas, percas, lucios, bagres y muchas otras especies de peces, rodeado de cañaverales, prados y bosques.[77]
- Siroki Nyírjes-tó, o lago Nyírjes de Sirok, 22,5 ha, pequeña reserva natural en la ladera del monte Darnó. El lago de turba de Nyírjes ocupa 1 ha, en una depresión de 2 a 3 m de profundidad en el lado noreste del monte Darnó, a una altitud de 280 m sobre el nivel del mar, en el límite del pueblo de Sirok, de 1625 hab., rodeado sauces, juncos y un bosque de robles y hayas.[78]
- Sóshartyán Hencse-hegy, 104,7 ha. Área de protección natural de Hencse-hegy en Sóshartyán, con colinas onduladas, afloramientos rocosos de arenisca y profundos barrancos. Entre las plantas, la endémica Ranunculus zygomorphus, Festuca rupicola (hinojo húngaro) y oreja de oso.[79]
- Szomolyai Kaptárkövek, unas 31 ha de laberinto rocoso, también conocido como rocas de Kaptárkő o de Beehive. Posee unas 117 colmenas esculpidas en la roca de riolita volcánica por el hombre, de formas cónicas u cilíndricas que se elevan desde el suelo como si fueran torres o chimeneas. Tienen un origen enigmático y el lugar está rodeado de leyendas.[80]
- Szőllőskei Erdő, lo bosque de Szőllőskei, de 63,7 ha. Es un bosque centenario que dejó de explotarse en 1976, formado principalmente por robles y hayas, así como tilos, fresnos y arces.[81]
- Tardi-legelő, o pastos de Tardi, 280 ha de praderas, matorrales, bosques y humedales. En los prados se encuentran genciana amarilla (Gentiana lutea), la orquídea Dactylorhiza incarnata y la carlina de monte (Carlina vulgaris).

## Áreas de importancia para las aves

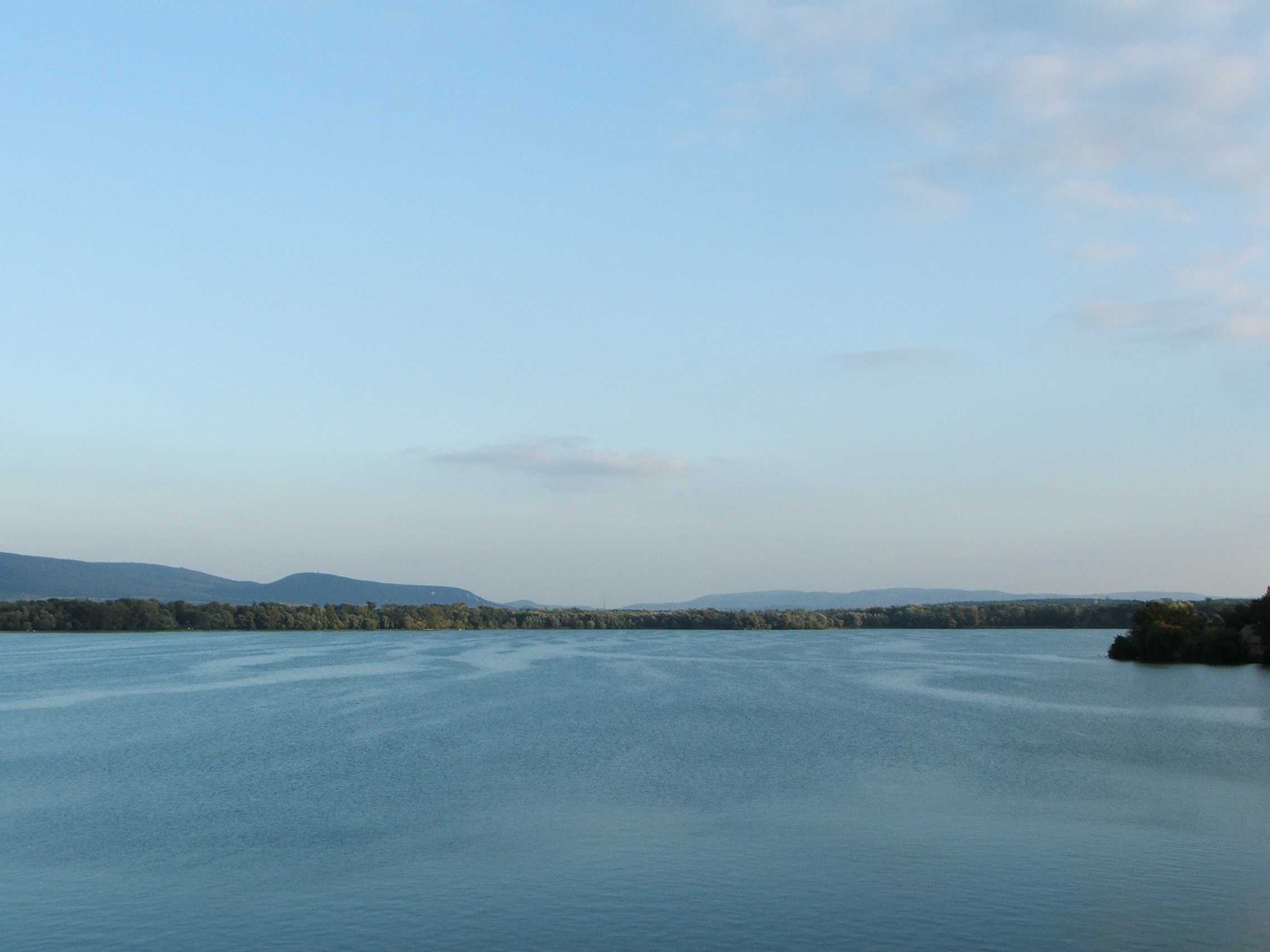
Lago Öreg

La mitad de Hungría es una llanura que ocupa la mitad occidental del país. La parte norte de la gran llanura se llama Puszta. La zona menos llana se encuentra al nordeste. Dos grandes ríos atraviesan el país de norte a sur, el Danubio y el Tisza. la región entre ambos ríos es llana, mientras que la región al oeste del Danubio, conocida como Transdanubia, es ondulada, con cimas entre 400 y 700 metros, mientras que las montañas al norte del país oscilan entre 500 y 1000 metros. El lago Balatón se encuentra en esta zona. El punto más alto, el monte Kékes, de 1014 m, se encuentra en los montes Mátra, las tierras altas septentrionales, la extensión meridional de los Cárpatos.
Los mejores lugares para la observación de las aves son
- Hortobágy con el lago Tisza
- Kiskunság
- Lago Öreg en Tata y montes Gerecse. A unos 70 km de Budapest, el lago Öreg es un sitio Ramsar con el nombre de Lagos de Tata, que abarca 19 km2. El IBA (área de importancia para las aves) se llama lago Öreg de Tata y tiene 39,87 km2, con una profundidad media de 2,3 m cuando está lleno.[83] Los montes Gerecse, un macizo de 850 km2 que culmina en el pico Nagy-Gerecse, de 634 m de altitud tienen otra zona IBA con 525 km2, entre el pueblo de Tatabánya, al sur de Tata, y el río Danubio. Sus laderas están cubiertas de robles, carpes y hayas, con vegetación de suelo kárstico en las alturas.[84]
- Montes Bükk
- Montes Zemplén
- Lago Fertő y Hanság
- Lago Balaton y Kis-Balaton, pequeña área de humedales al este del lago Balatón, separada del lago a principios del siglo XX, con más de 300 especies de aves y sitio Ramsar. Los bosques de galería que rodean el lago son excelentes para observar y sentir aves canoras, zorzales y pájaros carpinteros de todos los tipos.

### Ibas
En Hungría hay 54 Áreas de importancia para las aves reconocidas, que cubren 1,4 millones de hectáreas, es decir, unos 14.000 km2, 1.342.541 hectáreas.
| 01 Bosque Kaszáló de Abony  | 09 Borsodi-Mezőség                | 17 Río Dráva                                        | 25 Valle de Hernád                     | 33 Kis-Sárrét (Biharugra)   | 41 Lago Péteri                  | 49 Llanura inundable de Tiszaalpár  |
| 02 Karst de Aggtelek        | 10 Montes Börzsöny                | 18 Montes Bakony septentrionales                    | 26 Llanura de Heves                    | 34 Lago Kolon               | 42 Colinas Putnok               | 50 Tolnai-Hegyhát                   |
| 03 Valle inferior del Tisza | 11 Montes Bükk                    | 19 Alto Tisza                                       | 27 Hortobágy y lago Tisza              | 35 Zona media del río Tisza | 43 Valle de Sárvíz              | 51 Hódmezővásárhely Pusztas         |
| 04 Lago Balatón             | 12 Csanád Pusztas                 | 20 Lago Fertő                                       | 28 Valle de Ipoly                      | 36 Montes Mátra             | 44 Lagos alcalinos de Kiskunság | 52 Montes Vértes y cuenca de Zámoly |
| 05 Béda–Karapancsa          | 13 Cserebökény Pusztas de Szentes | 21 Gemenc                                           | 29 Karancs–Medves                      | 37 Llanura de Moson         | 45 Estanque de Sumony           | 53 Montes Zemplén                   |
| 06 Inner Somogy             | 14 Jászság y sur de Heves         | 22 Montes Gerecse                                   | 30 Kesznyéten Pusztas                  | 38 Nagy-berek de Fonyód     | 46 Szatmár-Bereg                | 54 Colina de Zselic                 |
| 07 Llanura de Bihar         | 15 Ecseg Pusztas de Dévaványa     | 23 Pusztas en torno a Jászkarajenő (Llano de Gerje) | 31 Lago Kis-Balaton                    | 39 Őrség                    | 47 Szigetköz                    |                                     |
| 08 Bodrogzug–Taktaköz       | 16 Lago Velence Lago Dinnyés      | 24 Hanság                                           | 32 Pusztas alcalino del alto Kiskunság | 40 Lagos Pacsmag de Regöly  | 48 Lago Öreg de Tata            |                                     |